# La Sarcleuse
La Sarcleuse est un tableau peint par Georges Braque en 1961-1963, son dernier. Cette huile sur toile est un paysage représentant en son premier plan une sarcleuse sombre dans un champ de blé. Elle est conservée au musée national d'Art moderne, à Paris.